# Halloween (film fra 1978)
 Denne artikel omhandler Halloween en film fra 1978. Opslagsordet har også en anden betydning, se Halloween (flertydig).
Halloween eller Maskernes Nat på dansk, er en amerikansk gyserfilm fra 1978 instrueret af John Carpenter, skrevet i samarbejde med Debra Hill, og hvori skuespillere som bl.a. Donald Pleasence og Jamie Lee Curtis er medvirkende. Filmen udspiller sig i den opdigtede midtvestlige by Haddonfield i Illinois, hvor den 6-årige Michael Myers myrder sin storesøster. Femten år senere flygter han fra et psykiatrisk hospital, for at vende hjem til sin fødeby, hvor han forfølger teenageren Laurie Strode og hendes venner. Myers psykiater Dr. Sam Loomis får færten af hans intentioner, og følger ham til Haddonfield for at hindre ham i at føre sine planer ud i livet.
Halloween blev produceret med et budget på 320,000 dollars, og indtjente 47 millioner dollars i USA's billetkiosker og på verdensplan 60 millioner, overgået af genindspilningen der i 2010 havde solgt for over 203 millioner, hvilket har skrevet den ind i historiebøgerne som en af de mest indbringende uafhængige film. Mange filmanmeldere påpeger filmen som den første ud af en lang række slasher film inspireret af Alfred Hitchcocks Psycho. Filmen skabte en lang række gyserklicheer, som forekommer i tonsvis af lavbudgettet gyserfilm fra 1980'erne og 1990'erne. I modsætningen til mange af disse indeholder Halloween i sig selv meget få detaljerede vold og splatter scener. I 2006 blev filmen indsat i USA's National Film Registry af Library of Congress anset for at være af stor "kulturel, historisk og æstetisk betydning."
Nogle kritikere mener Halloween opmuntrer til sadisme og kvindehad ved at identificere publikummet med skurken. Andre mener filmen har en socialkritisk dimension, som kritiserer ungdommens teenagers naive tro på deres egen udødelighed, symboliseret ved at Myers ofre er teenager som er seksuelt promiskuøse eller stofmisbrugere, mens den ensomme heltinde er afbilledet som en ren og uskyldig person, der i sidste ende overlever, (det forekommer dog at heltinden i en scene ryger marijuana). Instruktør Carpenter har dog afvist alle disse fortolkninger.

## Handling
På Halloween-aften i 1963 dræber den 6-årige Michael Myers (Will Sandin) sin 17-årige storesøster Judith (Sandy Johnson) med en stor køkkenkniv i deres hjem i Haddonfield, Illinois. Få minutter senere kommer forældrene hjem, og finder ham i en trancelignende tilstand. Michael bliver indlagt på Smith's Grove Warren County Sanitarium, hvor han bliver en af børnepsykiateren Dr. Sam Loomis' (Donald Pleasence) patienter. Efter otte års behandling er Loomis overbevist om, at Michael består af ren ondskab. De følgende sytten år går på at holde Myers indespærret. Men den 30. oktober 1978 var det planlagt, at Michael skulle overføres til et voksenfængsel. Da Loomis og hans assistent Marion Chambers (Nancy Stephens) ankommer til Smith's Grove for at tage den 21-årige Michael med i retten, angriber han bilen og sårer Marion, hvorefter han stjæler bilen og undslipper. Loomis optager forfølgelsen, og opdager at Judith Myers' gravsten mangler, hvilket overbeviser ham om, at Michael er på vej hjem.
Michael (Tony Moran) som bærer en mekanikers kedeldragt og en maske, vender tilbage til sit gamle forfaldne barndomshjem i Haddonfield. Her forfølger han teenageren Laurie Strode (Jamie Lee Curtis) og hendes venner. Laurie bliver nervøs efter at have set Myers flere gange samme dag. Samme aften møder Laurie sin veninde Annie Brackett (Nancy Kyes), som babysitter Lindsey Wallace (Kyle Richards) på den anden side af gaden, hvor Laurie babysitter Tommy Doyle (Brian Andrews).
Om aftenen overvåger Michael Annie gennem vinduerne i Wallaces hus. Annie aftaler senere med sin kæreste, at hente ham. Derved tager hun Lindsey med over på den anden side af vejen, for at blive passet hos Laurie. Da Annie sætter sig ud i bilen, dukker Michael up fra bagsædet, kvæler og skærer halsen over på hende. Tommy ser Michael slæbe Annies lig ind i Wallaces hus og tror det er bøhmanden. Laurie afviser hans påstand og sender Tommy og Lindsey i seng. Lynda Van Der Klok (P.J. Soles), som er en anden af Lauries veninder, ankommer til Wallaces hus sammen med sin kæreste Bob Simms. I troen på at Annie og Lindsey er ude er gå, dyrker de sex i det tomme hus. Da Bob senere går ud i køkkenet, kvæles han af Michael, fæstnes til væggen og dræbes. I soveværelset kvæler han Lynda med en telefonledning, idet hun er ved at ringe til Laurie.
Laurie bliver bekymret over telefonopkaldet, som hovedsageligt består af dæmpet gisp. Hun går over på den anden side af gaden for at undersøge sagen. Her opdager hun de tre lig, inklusiv Judith Myers' manglende gravsten. Laurie går op ad trappen, hvor Myers angriber hende, hvorved hun falder ned ad trappen. Myers jagter Laurie, men det lykkedes hende at flygte tilbage til Doyles hus. Myers træder ind i huset, hvor Laurie stikker en strikkepind i nakken på ham. Hun fortsætter ovenpå for at se om børnene er i god behold, men Michael, som overlevede angrebet, genoptager forfølgelsen. Hun fortæller børnene, at de skal flygte og ringe efter politiet, hvorefter hun selv gemmer sig i et klædeskab. Da Michael bryder gennem klædeskabsdøren, stikker Laurie ham i øjet med krogen fra en tøjbøjle, som forårsager, at han taber kniven. Hun samler kniven op og stikker ham i kroppen, hvorved han falder til jorden og hun flygter ud af skabet.
Loomis ser de rædselsslagne børn styrte væk fra huset og går derind. Bag Laurie rejser Michael sig og forsøger at kvæle hende. Loomis dukker op og skyder Michael seks gange, som sender ham gennem vinduet, hvor han falder ud over balkonen. Loomis forsikrer Laurie om, at alt er okay. Da han dog kigger ud over balkonen, er Michaels lig forsvundet.

## Produktion
Efter at have set instruktøren John Carpenters film Assault on Precinct (1976) til filmfestivalen i Milano, tilbød den selvstændige filmproducer Irwin Yablans og filmfinansmanden Moustapha Akkad Carpenter at instruere en film, som handlede om en psykotisk morder, der jagtede babysittere. I et interview med magasinet Fangoria udtalte Yablans: "Jeg tænkte på, hvad der ville give mening i gysergenren og det jeg ville lave, var en film, der havde samme indvirkning som Eksorcisten." Carpenter og hans daværende kæreste Debra Hill begyndte at udarbejde et udkast, oprindelig kaldt The Babysitter Murders (oversat "Babysitter morderne"), men Carpenter fortalte Entertainment Weekly, at Yablans forslog at filmens handling skulle udspille sig allehelgensaften og derved blev den navngivet "Halloween" i stedet.
Akkad bidrog med 320,000 dollars til filmens budget, hvilket på denne tid blev anset for at være lidt, (selvom Carpenter kun havde haft et budget på 100,000 dollars i sin tidligere film Assault on Precinct 13). Akkad bekymrede sig dog over projektet, som følge af det stramme fire ugers program til filmoptagelse, det lave budget og Carpenters begrænsede erfaringer som filminstruktør. I et interview med Fangoria fortalte han dog: "To ting fik mig til at vælge. Et: Carpenter fortalte mig filmens handling på en så spændende og interessant måde (...). To: Han fortalte mig at han ikke ønskede at kræve et gebyr, hvilket viste han havde tillid til projektet." Carpenter modtog yderligere 10,000 for at instruere, skrive og komponere musikken, som medførte, at han fik rettighederne til at modtage ti procent af filmens indtjening.
Som følge af det lave budget, blev garderobe og rekvisitter lavet ud fra diverse ting, som kunne købes billigt. Carpenter hyrede Tommy Lee Wallace, som fik ansvaret for at finde områderne til filmens udendørs-optagelser. Yderligere blev han også produktionsdesigner, reklamechef og medredaktør. Ud fra en Captain Kirk-maske købt for 1.98 dollars, skabte Wallace den berygtede maske, som Michaels Myers bærer gennem hele filmen. Carpenter huskede, hvordan Wallace "udvidede øjehullerne, og spraymalede ansigtet blåhvidt. I manuskriptet stod der, at Michael Myers' maske havde et menneskeansigts bleghed og så utrolig uhyggeligt ud. Det mindede ikke om noget der lignede William Shatner, efter at Tommy var færdig med det." Hill tilføjede, at ideen var "at gøre ham nærmest humorforladt, ansigtsløs – denne form for blegt ansigt, som både kunne ligne et menneskes eller ikke." Mange af skuespillerne bar deres eget tøj og Curtis' garderobe blev alt sammen købt i JCPenney for omkring 100 dollars.
Det begrænsede budget kom også til at bestemme filmens udendørs-optagelser og program. Halloween blev filmet på 21 dage i foråret 1978 i South Pasadena, Californien og Sierra Madre, Californien (kirkegården). Et forladt hus, ejet af kirken, blev brugt som Myers' hus. To hjem på Orange Grove Avenue (nær Sunset Boulevard) i Hollywood blev brugt til filmens klimaks. Som følge af foråret havde filmholdet svært ved at anskaffe sig græskar, og kunstige efterårsblade måtte bruges i flere scener. Lokale familier klædte deres børn ud i Halloween-kostumer til "gys-eller-guf"-scenerne.
I august 2006 bekendtgjorde Fangoria, at Synapse Films havde opdaget kasser fyldt med negativer, som indeholdt optagelser fra filmen. Et havde et mærkat hvorpå der stod "1981", som sandsynligvis var et ekstra klip til filmens tv-udgave. Ejeren af Synapse, Don May Jr., udtalte: "Hvad vi har, er hovedsageligt alle de ubrugte kameranegativer fra Carpenters oprindelige Halloween. Heldigvis fandt Billy [Kirkus] materialet, før det blev destrueret. Det er en lang historie om, hvordan vi anskaffede os negativerne, men vi vil gemme dem, indtil vi har mulighed for at fremvise materialet på en eller anden måde. Kirkus skal have æren for nærmest at redde gyserfilmenes hellige gral." Don May Jr udtalte senere: "Vi har lige fået at vide fra det erfarne Halloween-geni Sean Clark, at det kun var en optagelse, vi fandt. Der er ingen lyd i nogle af spolerne, da det ikke blev brugt i den endelige redigering."

### Skriveprocessen
Yablans og Akkad overlod det meste af kreativiteten til de to forfattere Carpenter og Hill (som Carpenter ønskede som producer), men Yablans kom dog med flere forslag til manuskriptudkastet. I et interview med Fangoria udtalte Hill: "Yablans ønskede manuskriptet skrevet som et radioshow". Hill fortalte, det tog tre uger at skrive og meget af handlingen var inspireret af keltiske folketraditioner som Samhain-festen. Selvom Samhain ikke er nævnt i filmen, forklarede Hill sammenhængen:
| Citat | ...ideen var, at du ikke kunne dræbe ondskab og det var sådan, vi kom på historien. Vi gik tilbage til den gamle tro om Samhain, at på Allehelgensaften blev alle sjæle sluppet løs for at plage de levende og der fik vi ideen til historien om det ondeste barn, som nogensinde havde levet. Og der kom John på denne historie om en by med en mørk hemmelighed om nogen, der havde levet der og nu var denne ondskab vendt tilbage. Og det var dette, som fik Halloween til at fungere. | Citat |
|       | |       |

Hill skrev det meste af de kvindelige skuespilleres dialoger, mens Carpenter lavede udkastene til Loomis' taler om Michaels Myers' ondskab. Mange af detaljerne i manuskriptet var hentet fra Carpenters & Hills pubertets- og tidlige karriereår. Den fiktive by Haddonfield i Illinois stammede fra Haddonfield i New Jersey, hvor Hill voksede op og de fleste af gadenavnene fra filmen blev taget fra Carpenters hjemby i Bowling Green, Kentucky. Laurie Strode var navnet på en af Carpenters ekskærester og Michael Myers var navnet på en engelsk producer, som tidligere, sammen med Yablans, havde set Assault on Precinct 13 til flere forskellige filmfestivaler i Europa. I Halloween hyldede Carpenter også Alfred Hitchcock ved at have opkaldt to personer fra sin egen film efter to af Hitchcocks: Tommy Doyle er opkaldt efter Lt. Det. Thomas J. Doyle (Wendell Corey) fra Rear Window (1954) og Dr. Loomis' navn blev taget fra Sam Loomis (John Gavin) fra Psycho. Yderligere har sheriffen Leigh Brackett samme navn som en af manuskriptforfatterne.

## Medvirkende
- Donald Pleasence som Dr. Samuel 'Sam' J. Loomis
- Jamie Lee Curtis som Laurie Strode
- Nancy Kyes som Annie Brackett
- P.J. Soles som Lynda
- Tony Moran som Michael Audrey Myers
- Will Sandin som Michael Audrey Myers som barn
- Charles Cyphers som Leigh Brackett
- Kyle Richards som Lindsey Wallace
- Brian Andrews som Thomas 'Tommy' Doyle
- John Michael Graham som Bob Simms

### Fodnoter
1. ↑  "Box Office Information for Halloween". BoxOfficeMojo.com. Hentet 22. maj 2010.
2. ↑  "Box Office and Business Information for Halloween". IMDb.com. Hentet 22. maj 2010.
3. ↑  Halloween på Box Office Mojo; Hentet 19. april, 2006.
4. ↑  James Berardinelli, anmeldelse af Halloween, at ReelViews.com Arkiveret 20. august 2006 hos  Wayback Machine; Hentet 19. april, 2006.
5. ↑  Adam Rockoff, Going to Pieces: The Rise and Fall of the Slasher Film, 1978–1986 (Jefferson, N.C.: McFarland & Company, 2002), kap. 3, ISBN 0-7864-1227-5.
6. ↑  "Halloween: Award Wins and Nominations". IMDb.com. Hentet 22. maj 2010.
7. ↑  Mick Martin and Marsha Porter, Video Movie Guide 1987 (New York: Ballantine Books, 1986), s. 60, ISBN 0-345-33872-3.
8. ↑  Tony Williams, "Trying to Survive on the Darker Side: 1980s Family Horror," in Barry K. Grant, ed., The Dread of Difference: Gender and the Horror Film (Austin: University of Texas Press, 1996), pp. 164 – 165, ISBN 0-292-72794-1.
9. 1 2  Halloween: A Cut Above the Rest, dokumentar. Divimax 25 års jubilæums dvd-udgave af Halloween (1978; Troy, Mich.: Anchor Bay, 2003)
10. ↑  Carpenter, quoted in Alan Jones, The Rough Guide to Horror Movies (New York: Rough Guides, 2005), p. 102, ISBN 1-84353-521-1.
11. 1 2 3 4 5 6  Bag scenen på HalloweenMovies.com Arkiveret 26. september 2006 hos  hos Archive-It; Hnetet 19. april, 2006.
12. ↑  Irwin Yablans, Fangoria interview citeret på HalloweenMovies.com Arkiveret 26. september 2006 hos  hos Archive-It; Hentet 19. april, 2006.
13. 1 2  Carpenter, Entertainment Weekly interview citeret på HalloweenMovies.com Arkiveret 26. september 2006 hos  hos Archive-It; Hentet 19. april, 2006.
14. ↑  Halloween statistikker Internet Movie Database; Hentet 19. april, 2006
15. ↑  Moustapha Akkad, Fangoria interview citeret i HalloweenMovies.com Arkiveret 26. september 2006 hos  hos Archive-It; Hentet 19. april, 2006.
16. 1 2 3  Hill, Fangoria interview, citeret på HalloweenMovies.com Arkiveret 26. september 2006 hos  hos Archive-It; Hentet 19. april, 2006.
17. ↑  Halloween Filming Locations
18. ↑  "Synapse Finds Complete Halloween Negatives," 29. august, 2006, på Fangoria Arkiveret 28. februar 2007 hos  Wayback Machine; Hentet 3. september, 2006.
19. ↑  "Holy Grail of Halloween Footage Found" på Dread Central; Hentet 3. september, 2006.

## Eksterne Henvisninger
- Halloween på Internet Movie Database (engelsk)
- Halloween på Filmdatabasen
- Halloween på Scope
- Halloween i Svensk Filmdatabas (svensk)
- Halloween på AlloCiné (fransk)
- Halloween på MovieMeter (nederlandsk)
- Halloween på AllMovie (engelsk)
- Halloween hos American Film Institute (engelsk)
- Halloween hos British Film Institute (engelsk)
- Halloweens profil hos Encyclopædia Britannica Online (engelsk)